# Ондржей Павелець
Ондржей Павелець (чеськ. Ondřej Pavelec; 31 серпня 1987, м. Кладно, ЧССР) — чеський хокеїст, воротар. Виступає за «Вінніпег Джетс» у Національній хокейній лізі.
Вихованець хокейної школи ХК «Кладно». Виступав за «Кейп-Бретон Срімінг-Іглз» (QMJHL), «Чикаго Вулвз» (АХЛ), «Атланта Трешерс», «Вінніпег Джетс», «Білі Тигржи» Ліберець(локаут), «Пеліканс» (Лахті) (локаут).
В чемпіонатах НХЛ — 338 матчів, у турнірах Кубка Стенлі — 4 матчі.
У складі національної збірної Чехії учасник зимових Олімпійських ігор 2010 і 2014 (4 матчі), учасник чемпіонатів світу 2010, 2011, 2013 і 2015 (25 матчів). У складі молодіжної збірної Чехії учасник чемпіонату світу 2007. У складі юніорської збірної Чехії учасник чемпіонату світу 2007.

## Досягнення та нагороди
- «Кубок RDS» — найкращому новачку року QMJHL (2006)
- Чемпіон світу (2010), бронзовий призер (2011)
- Володар Кубка Колдера (2008).